# ヴォルフガング・ポルシェ
ヴォルフガング・ポルシェ（Wolfgang Porsche 、1943年5月10日 - ）は、ドイツの実業家、ポルシェ監査役会会長。
フェルディナント・アントン・エルンスト・ポルシェの四男として、シュトゥットガルトに生まれる。1978年からポルシェ監査会メンバーとなり、2007年1月から現職。元・映画プロデューサーである妻・Susanne Porscheとのあいだに四子がある。

## ポルシェ一族
女系の傍流であるピエヒ家と併せて、ポルシェAGとフォルクスワーゲン・グループを支配する自動車一族である。総資産は4000億米ドル以上とされる。
- 第1世代
  - フェルディナント・ポルシェ - 祖父。フォルクスワーゲン・ビートルやティーガー戦車を設計。
- 第2世代
  - フェルディナント・アントン・エルンスト・ポルシェ （フェリー） - 父。ポルシェ創業者。元・ポルシェAG社長。ポルシェ356を設計。
  - ルイーゼ・ピエヒ - 叔母。フェルディナント・ピエヒの母
- 第3世代
  - フェルディナント・アレクサンダー・ポルシェ （ブッツィー） - 兄。工業デザイナー。ポルシェ911をデザイン。「ポルシェ・デザイン」を設立。
  - ヴォルフガング・ポルシェ
  - フェルディナント・ピエヒ - 従兄弟。元・フォルクスワーゲンAG会長

## 文献情報
- 吉森賢「フォルクスワーゲン社とポルシェ社」(横浜経営研究、第35巻、第4号、2015)